# كينيث أ. والش
كينيث أ. والش (بالإنجليزية: Kenneth A. Walsh)‏ هو ضابط أمريكي، ولد في 24 نوفمبر 1916 في بروكلين في الولايات المتحدة، وتوفي في 30 يوليو 1998.